# تاریخ نظامی روسیه

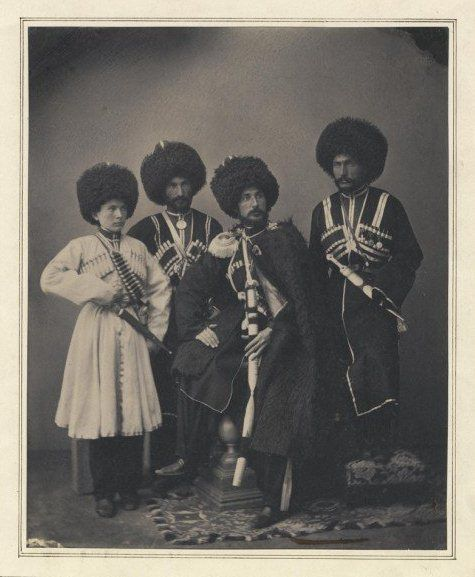
یرمولوفهای جوانتر مسیر پدرشان را دنبال کردند، همه افسر شدند و همه توانستند در قفقاز بومی خود بجنگند. ویکتور یک ژنرال و "عالیجناب" شد، کلودیوس به عنوان یک ژنرال بازنشسته شد، سوریان به درجه سرهنگ رسید. یرمولوف با همه انها ازدواج کرد، به جز پیتر، که زود فوت کرد، از همه انها نوه گرفت و پدربزرگش همه نوه هایش را دوست داشت و لوس می کرد.

تاریخ نظامی فدراسیون مدرن روسیه دارای پیشینه‌هایی است که شامل روس‌ها (که کیف را ساختند)، حمله مغول‌ها در اوایل قرن سیزدهم، جنگ‌های بی‌شمار روسیه علیه ترکیه، علیه لهستان، لیتوانی و سوئد، جنگ هفت ساله، فرانسه (به ویژه جنگ‌های ناپلئونی) و جنگ کریمه از ۱۸۵۳–۱۸۵۶ است. این سرزمین در قرن بیستم شاهد دو جنگ جهانی و جنگ سرد بود. تاریخ نظامی فدراسیون روسیه از سال ۱۹۹۱ آغاز شد.

## دوره‌های تحت بررسی
- تاریخ نظامی کیف روس و سایر ایالت‌های منتهی به موسکووی (ترجمه دوک نشین بزرگ مسکو)
- روسیه تزاری
- تاریخ نظامی امپراتوری روسیه
- تاریخ نظامی اتحاد جماهیر شوروی
- تاریخ نظامی فدراسیون روسیه